# Квантин (Белуно)
Квантин (итал. Quantin) је насеље у Италији у округу Белуно, региону Венето.
Према процени из 2011. у насељу је живело 256 становника. Насеље се налази на надморској висини од 761 м.